# Et si je m'en vais avant toi
Albums de Françoise Hardy
If You Listen
(1972) Message personnel
(1973)
Et si je m’en vais avant toi, est le treizième album, édité en France et à l'étranger, de la chanteuse Françoise Hardy. L’édition originale est parue en France, en novembre 1972. Sans titre à l'origine, cet album fut d’abord nommé L’Éclairage, titre de la première chanson du disque, en 1988, puis renommé Et si je m’en vais avant toi, titre de la douzième chanson du disque, à partir de novembre 1995. 

## Mise en perspective de l'album
La chanteuse en a écrit la totalité des chansons et composé la quasi-totalité des musiques.
Durant cette période Sonopresse (1969-1972), Françoise Hardy finançait et s’occupait de ses enregistrements du début à la fin.
« J’avais un contrat vraiment très avantageux qui me laissait toutes libertés, [c’est pourquoi] j’ai fait le précédent et cet album là. »
Mais, délaissant quelque peu la promotion et limitant ses passages sur les plateaux de télévision, les chansons ont été moins diffusées en radio — pour cet opus, seul le titre La Berlue est passé en radio.
Après la production de ce douzième album, le contrat avec Sonopresse touche à sa fin. Il ne sera pas renouvelé : les deux derniers albums ayant été des échecs commerciaux. Pourtant ce sont ceux que la chanteuse préfère.

## Édition originale
France, novembre 1972 : disque microsillon 33 tours/30cm., Production Hypopotam/Sonopresse (HY 30903).

### Crédits
- Pochette ouvrante : photographies réalisées par Jean-Marie Périer.
- Ingénieurs du son : Victor (1 à 10) – René Ameline (11, 12).
- Directions et orchestrations : Tony Cox (1 à 10) – Micky Jones et Tommy Brown (11, 12).
- Musiciens :
  - Basse : Dave Peacock.
  - Batterie et percussions : Barry de Souza.
  - Guitare : Jerry Donahue, Phil Pickett.
  - Harmonica : Phil Pickett.
  - Piano : Tony Cox, Phil Pickett.

### Liste des chansons
Les 12 chansons qui composent le disque ont été enregistrées en stéréophonie.
| 1. | L’Éclairage   | Françoise Hardy | Françoise Hardy | 2 min 45 s |
| 2. | Pardon        | Françoise Hardy | Françoise Hardy | 2 min 35 s |
| 3. | La Berlue     | Françoise Hardy | Françoise Hardy | 1 min 47 s |
| 4. | Bruit de fond | Françoise Hardy | Françoise Hardy | 2 min 42 s |
| 5. | Le Soir       | Françoise Hardy | Françoise Hardy | 2 min 20 s |
| 6. | Cafard        | Françoise Hardy | Jacques Dutronc | 2 min 45 s |

| 1. | Où est-il ?                      | Françoise Hardy | Françoise Hardy            | 3 min 38 s |
| 2. | Prisons                          | Françoise Hardy | Françoise Hardy            | 2 min 40 s |
| 3. | Quand mon amour va prendre l’air | Françoise Hardy | Françoise Hardy            | 2 min 30 s |
| 4. | Ma vie intérieure                | Françoise Hardy | Françoise Hardy            | 2 min 21 s |
| 5. | Bowm, Bowm, Bowm                 | Françoise Hardy | Tommy Brown et Micky Jones | 3 min 51 s |
| 6. | Et si je m’en vais avant toi     | Françoise Hardy | Françoise Hardy            | 3 min 00 s |

## Discographie liée à l’album
- SP (Single Play) = Microsillon 45 tours 2 titres.
- LP (Long Play) = Microsillon 33 tours/30cm.
- CD (Compact Disc) = Disque compact.

### Édition française de 45 tours
- 1972 : SP, Production Hypopotam/Sonopresse (HY 45.911).

1. La Berlue (F. Hardy).
2. Nuit d’été (Jean-Max Rivière et F. Hardy / Georges Chatelain).

### Premières éditions étrangères de l'album
- Espagne, 1972 : LP, Hispa Vox (HXS 001-25).
- Mexique, 1972 : LP, Gamma/Vogue (GX 01-607).
- Afrique du Sud, 1973 : LP, MVN (MVC 3573).
- Japon, 1973 : LP, La Vie privée, CBS (ECPM 57).

### Rééditions françaises de l'album
- 1988 : LP, L’Éclairage, Kundalini/Musidisc/Flarenasch (723 694).

- 1988 : CD (jewelcase), L’Éclairage, Kundalini/Musidisc/Flarenasch (180182).

- 1995 : CD (digipack), Et si je m'en vais avant toi, Kundalini/Virgin (7243 8 40504 2 9).

- 1995 : CD (jewelcase), Et si je m'en vais avant toi, Kundalini/Virgin (7243 8 406392 4).

- Novembre 2014 : CD (jewelcase), Et si je m'en vais avant toi, Kundalini/Parlophone (7243 8406392 4).

- 25 mars 2016 : LP, Et si je m’en vais avant toi, Parlophone/Warner Music (3145 5314853 1).

### Rééditions étrangères de l'album
- Japon, 1979 : LP, La Vie privée, Epic (25.3P.74).
- Japon, 1990 : CD (jewelcase), La Vie privée, Epic/Sony (ESCA 5189).

### Reprises de chansons
Et si je m'en vais avant toi
- 1984 : Étienne Daho, LP, La Notte, la notte..., Virgin (70232).
- Mars 1985 : Étienne Daho, en duo avec Françoise Hardy, maxi SP, Tombé pour la France, Virgin (80163).

La Berlue
- 1991 : Étienne Daho, CD (jewelcase), Paris ailleurs, Virgin (0777 7 86639 2 8).

[Le] Cafard
- 1991 : Jacno, CD (jewelcase), Une idée derrière la tête, Barclay (42284 93322 3).